# Ferrari F1-75
La Ferrari F1-75 è la sessantottesima monoposto di Formula 1 prodotta dalla Ferrari, realizzata per partecipare al campionato mondiale di Formula 1 2022.

## Livrea

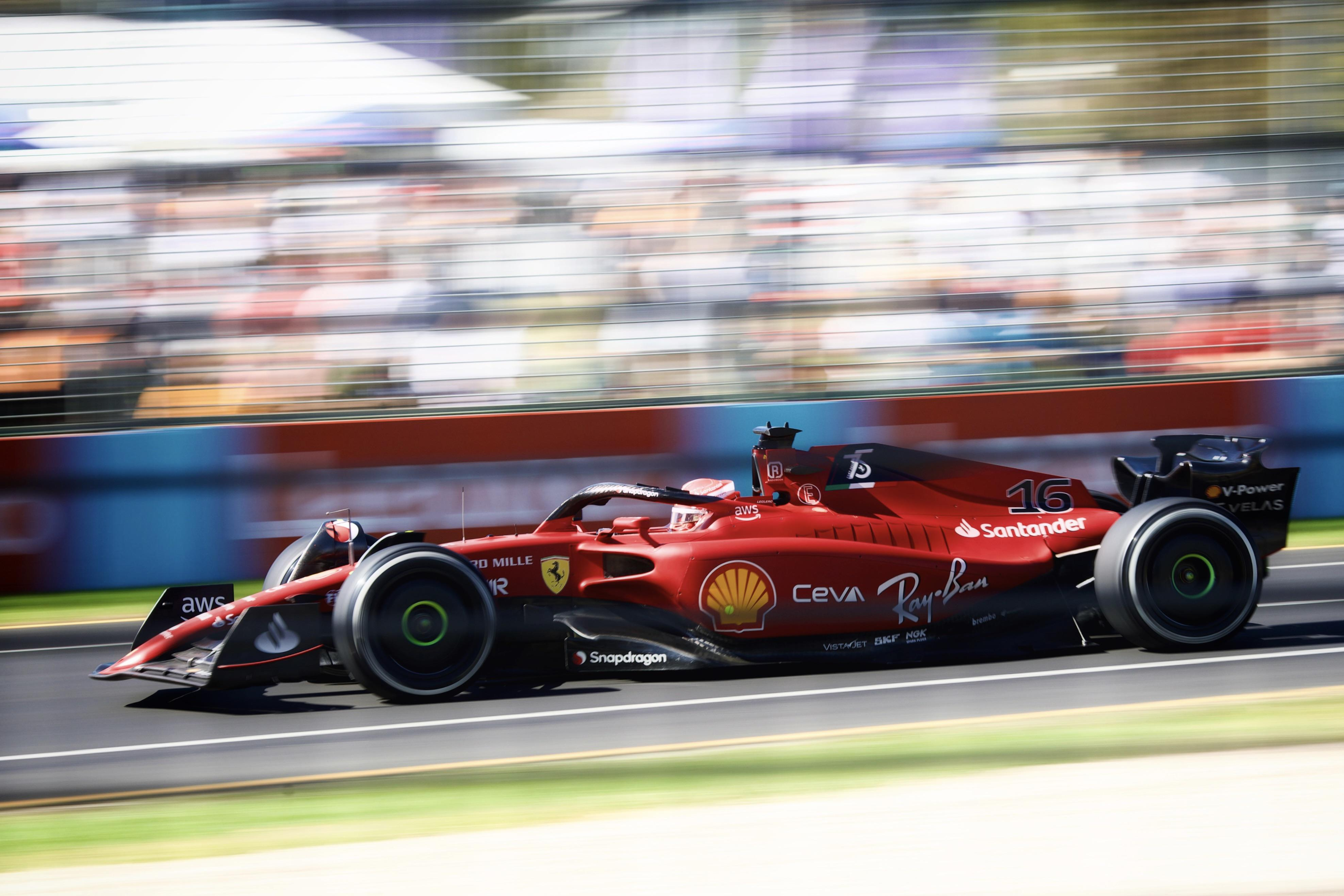
Vista laterale della F1-75 di Leclerc a Melbourne: è evidente la linea più filante rispetto alle monoposto degli anni precedenti, in ossequio al nuovo regolamento tecnico.

La livrea della F1-75, così come le vetture degli anni precedenti, si presenta con una colorazione rossa opaca; per questa vettura è utilizzata una nuova gradazione realizzata dal Centro Stile Ferrari, denominata Rosso Ferrari F1-75. Diversamente dalla SF21, non appare la sfumatura amaranto presente sul retrotreno e compaiono nuove sezioni colorate di nero, ossia le ali anteriore e posteriore — riprendendo uno degli stilemi tipici delle vetture del Cavallino degli anni 80 e 90 del Novecento — e una fascia presente dietro l'airscope, la quale comprende un logo celebrativo; sono infine riportati in nero anche i numeri di gara, scritti con un tipo di carattere diverso rispetto alla SF21.
Il logo celebrativo di cui sopra, il quale nella livrea è sottostato dal tricolore italiano, è formato da un «75», scritto a mo' di monogramma, dalle date «1947-2022» e dal logo del Cavallino rampante. Esso è volto a celebrare il 75º anniversario dalla fondazione della Ferrari; lo stesso scopo ha anche il nome "F1-75". Sempre a livello celebrativo, in occasione dei 90 anni dal debutto del logo del Cavallino Rampante, nel fine settimana del Gran Premio d'Austria le F1-75 sfoggiano una versione vintage dello scudetto ferrarista, la stessa portata in pista il 9 luglio 1932 alla 24 Ore di Spa sulle Alfa Romeo 8C 2300 MM affidate dalla Scuderia agli equipaggi Brivio-Siena e Taruffi-D'Ippolito.
Non essendo più presente in qualità di title sponsor, ma soltanto come sponsor comune, spariscono i loghi di Mission Winnow del cofano motore e dalle ali, presenti sulle Ferrari da fine 2018, mentre nella zona delle pance occupata fin dal 2013 dal logo di UPS, è presente adesso il nuovo sponsor CEVA. Sulla vettura tornano, per la prima volta dal 2017 i loghi della banca Santander, posizionati sul muso e sul cofano motore, mentre debuttano i loghi di Snapdragon che si trovano sull'Halo e sulle prese dei canali Venturi. Dal Gran Premio dell'Emilia-Romagna fa il suo debutto anche il logo Frecciarossa, posizionato sui braccetti delle sospensioni anteriori e presente occasionalmente negli appuntamenti di Spagna, Francia e Italia.
Davanti alle alette attaccate alle prese d’aria dei freni sono presenti delle strisce bianche per la vettura di Charles Leclerc e gialle per quella di Carlos Sainz Jr., in riferimento alle rispettive bandiere nazionali monegasca e spagnola; dal Gran Premio d'Arabia Saudita viene proposta la stessa differenza cromatica per i contorni dei numeri di gara dei due piloti, per migliorarne la leggibilità.
Per il Gran Premio d'Italia le due F1-75 gareggiano con una livrea speciale atta a celebrare il 75º anniversario della Ferrari congiuntamente al centenario dell'autodromo di Monza. Essa presenta infatti alcuni dettagli in tinta giallo Modena, uno dei colori fondamentali della casa automobilistica scelto da Enzo Ferrari tra i due colori (giallo e blu) dello stemma di Modena, città natale del Drake. I cambiamenti della livrea consistono nell'ingrandimento del succitato monogramma del 75º anniversario, nell'aggiunta di una larga fascia orizzontale gialla che parte dal «75» e prosegue posteriormente lungo il cofano motore e sull'esterno delle paratie dell'ala posteriore — la quale incorpora inoltre delle sottili strisce nere che si diradano verso il retrotreno lasciando spazio agli sponsor — e l'inserimento del logo Ferrari con la effe lunga, ancora in tinta gialla, sull'ala posteriore. Il giallo viene ancora riproposto come elemento di separazione fra il rosso della carrozzeria e il nero dell'halo e nella tonalità del numero di gara collocato sul muso. Infine il motivo formatosi sul cofano motore viene riproposto sul profilo più basso dell'ala anteriore.

## Caratteristiche

### Telaio e aerodinamica

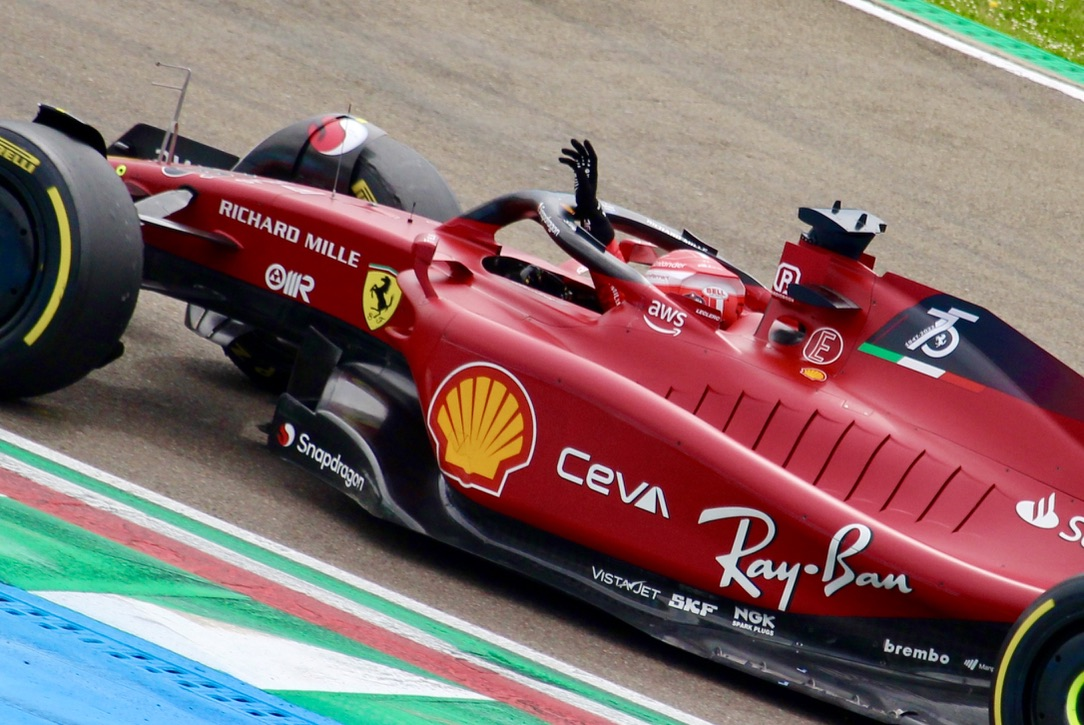
Dettaglio sulle pance laterali e griglie d'aria longitudinali della F1-75 di Leclerc a Imola

A causa del cambio regolamentare programmato dalla FIA per la stagione 2022, la F1-75 si caratterizza per essere un progetto ex novo rispetto alle monoposto degli anni precedenti. Il regolamento permette nuovamente di progettare, dopo la sua abolizione nel 1983, un fondo curvo che permette di sfruttare l'effetto suolo. Ai lati della scocca, dove fino all'annata precedente erano presenti i bargeboards, compaiono gli estrattori d'aria, atti a portare aria al fondo vettura dove sono presenti due canali Venturi.
Anche le ali vengono semplificate per regolamento: l'ala anteriore, che forma un cucchiaio nella parte centrale, è composta da quattro elementi, tutti collegati direttamente al muso che presenta una forma tondeggiante e termina con una punta (con conformazione adattabile al tipo di circuito) dove viene aggiunta nuovamente una presa d'aria NACA (soluzione già vista in passato sulla Ferrari 641 F1).
Le prese d'aria laterali sono alte e hanno una forma stretta e lunga mentre le pance, molto larghe, hanno sotto di esse un piccolo incavo che porta l'aria verso il retrotreno, mentre sono scavate nella parte superiore, al fine di incrementare il carico aerodinamico e portare aria sopra il diffusore. Ai lati del cofano motore ci sono due griglie che terminano all'interno degli scavi sopra le pance, mentre l'airscope torna ad essere di forma triangolare come sulla SF90 e sulla SF1000. La F1-75 inoltre monta i cerchi da 18 pollici previsti dal regolamento, dotati di copricerchi.

### Motore
Rispetto alla passata stagione, il Cavallino porta in dote una nuova specifica denominata 066/7 che diventa la prima della nuova "famiglia" dei Superfast, rinnovata nella parte termica e con il medesimo sistema ibrido portato al debutto sulla SF21 nel Gran Premio di Russia 2021.

## Presentazione
La Ferrari F1-75 è stata presentata il 17 febbraio 2022 sui canali social e sul sito ufficiale della Scuderia Ferrari, ma era già trapelata un'immagine della vettura vista lateralmente alla vigilia della presentazione.

## Scheda tecnica
| Caratteristiche tecniche - Ferrari F1-75                      | Caratteristiche tecniche - Ferrari F1-75                           | Caratteristiche tecniche - Ferrari F1-75                           | Caratteristiche tecniche - Ferrari F1-75                                                             | Caratteristiche tecniche - Ferrari F1-75                                                             | Caratteristiche tecniche - Ferrari F1-75                                                             |
| Configurazione                                                | Configurazione                                                     | Configurazione                                                     | Configurazione                                                                                       | Configurazione                                                                                       | Configurazione                                                                                       |
| ------------------------------------------------------------- | ------------------------------------------------------------------ | ------------------------------------------------------------------ | --- | --- | --- |
| Carrozzeria: monoposto                                        | Carrozzeria: monoposto                                             | Posizione motore: centrale                                         | Posizione motore: centrale                                                                           | Trazione: posteriore                                                                                 | Trazione: posteriore                                                                                 |
| Dimensioni e pesi                                             |                                                                    |                                                                    | | | |
| Posti totali: 1                                               | Posti totali: 1                                                    | Bagagliaio:                                                        | Bagagliaio:                                                                                          | Serbatoio: 110 kg                                                                                    | Serbatoio: 110 kg                                                                                    |
| Meccanica                                                     |                                                                    |                                                                    | | | |
| Tipo motore: Ferrari 066/7 V6 turbo ibrido con bancate di 90° | Tipo motore: Ferrari 066/7 V6 turbo ibrido con bancate di 90°      | Tipo motore: Ferrari 066/7 V6 turbo ibrido con bancate di 90°      | Cilindrata: 1600 cm³                                                                                 | Cilindrata: 1600 cm³                                                                                 | Cilindrata: 1600 cm³                                                                                 |
| Distribuzione: Bialbero a 24 valvole con punterie pneumatiche | Distribuzione: Bialbero a 24 valvole con punterie pneumatiche      | Distribuzione: Bialbero a 24 valvole con punterie pneumatiche      | Alimentazione: 500 bar-diretta (1 iniettore per cilindro)                                            | Alimentazione: 500 bar-diretta (1 iniettore per cilindro)                                            | Alimentazione: 500 bar-diretta (1 iniettore per cilindro)                                            |
| Prestazioni motore                                            | Potenza: 1030 CV                                                   | Potenza: 1030 CV                                                   | Potenza: 1030 CV                                                                                     | Potenza: 1030 CV                                                                                     | Potenza: 1030 CV                                                                                     |
| Accensione: Magneti Marelli statica                           | Accensione: Magneti Marelli statica                                | Accensione: Magneti Marelli statica                                | Impianto elettrico: Magneti Marelli                                                                  | Impianto elettrico: Magneti Marelli                                                                  | Impianto elettrico: Magneti Marelli                                                                  |
| Frizione: doppia multidisco a comando elettroidraulico        | Frizione: doppia multidisco a comando elettroidraulico             | Frizione: doppia multidisco a comando elettroidraulico             | Cambio: longitudinale sequenziale Ferrari, 8 marce + RM con comando semiautomatico a cambiata veloce | Cambio: longitudinale sequenziale Ferrari, 8 marce + RM con comando semiautomatico a cambiata veloce | Cambio: longitudinale sequenziale Ferrari, 8 marce + RM con comando semiautomatico a cambiata veloce |
| Telaio                                                        |                                                                    |                                                                    | | | |
| Corpo vettura                                                 | in materiale composito a nido d'ape con fibra di carbonio          | in materiale composito a nido d'ape con fibra di carbonio          | in materiale composito a nido d'ape con fibra di carbonio                                            | in materiale composito a nido d'ape con fibra di carbonio                                            | in materiale composito a nido d'ape con fibra di carbonio                                            |
| Sterzo                                                        | cremagliera servoassistito                                         | cremagliera servoassistito                                         | cremagliera servoassistito                                                                           | cremagliera servoassistito                                                                           | cremagliera servoassistito                                                                           |
| Sospensioni                                                   | anteriori: push-rod / posteriori: pull-rod                         | anteriori: push-rod / posteriori: pull-rod                         | anteriori: push-rod / posteriori: pull-rod                                                           | anteriori: push-rod / posteriori: pull-rod                                                           | anteriori: push-rod / posteriori: pull-rod                                                           |
| Freni                                                         | anteriori: Freni a disco Brembo / posteriori: Freni a disco Brembo | anteriori: Freni a disco Brembo / posteriori: Freni a disco Brembo | anteriori: Freni a disco Brembo / posteriori: Freni a disco Brembo                                   | anteriori: Freni a disco Brembo / posteriori: Freni a disco Brembo                                   | anteriori: Freni a disco Brembo / posteriori: Freni a disco Brembo                                   |
| Pneumatici                                                    | Pirelli / Cerchi: BBS da 18 in                                     | Pirelli / Cerchi: BBS da 18 in                                     | Pirelli / Cerchi: BBS da 18 in                                                                       | Pirelli / Cerchi: BBS da 18 in                                                                       | Pirelli / Cerchi: BBS da 18 in                                                                       |
| Altro                                                         |                                                                    |                                                                    | | | |
| Energia batteria (a giro) 4 MJ                                | Sistema ERS                                                        | Sistema ERS                                                        | Sistema ERS                                                                                          | Sistema ERS                                                                                          | Sistema ERS                                                                                          |
| Potenza MGU-K: 120 kW                                         | Giri max MGU-K: 50 000 giri/min Giri max MGU-H: 125 000 giri/min   | Giri max MGU-K: 50 000 giri/min Giri max MGU-H: 125 000 giri/min   | Giri max MGU-K: 50 000 giri/min Giri max MGU-H: 125 000 giri/min                                     | Giri max MGU-K: 50 000 giri/min Giri max MGU-H: 125 000 giri/min                                     | Giri max MGU-K: 50 000 giri/min Giri max MGU-H: 125 000 giri/min                                     |
| Fonte dei dati: Scuderia Ferrari                              |                                                                    |                                                                    | | | |

## Carriera agonistica

### Stagione

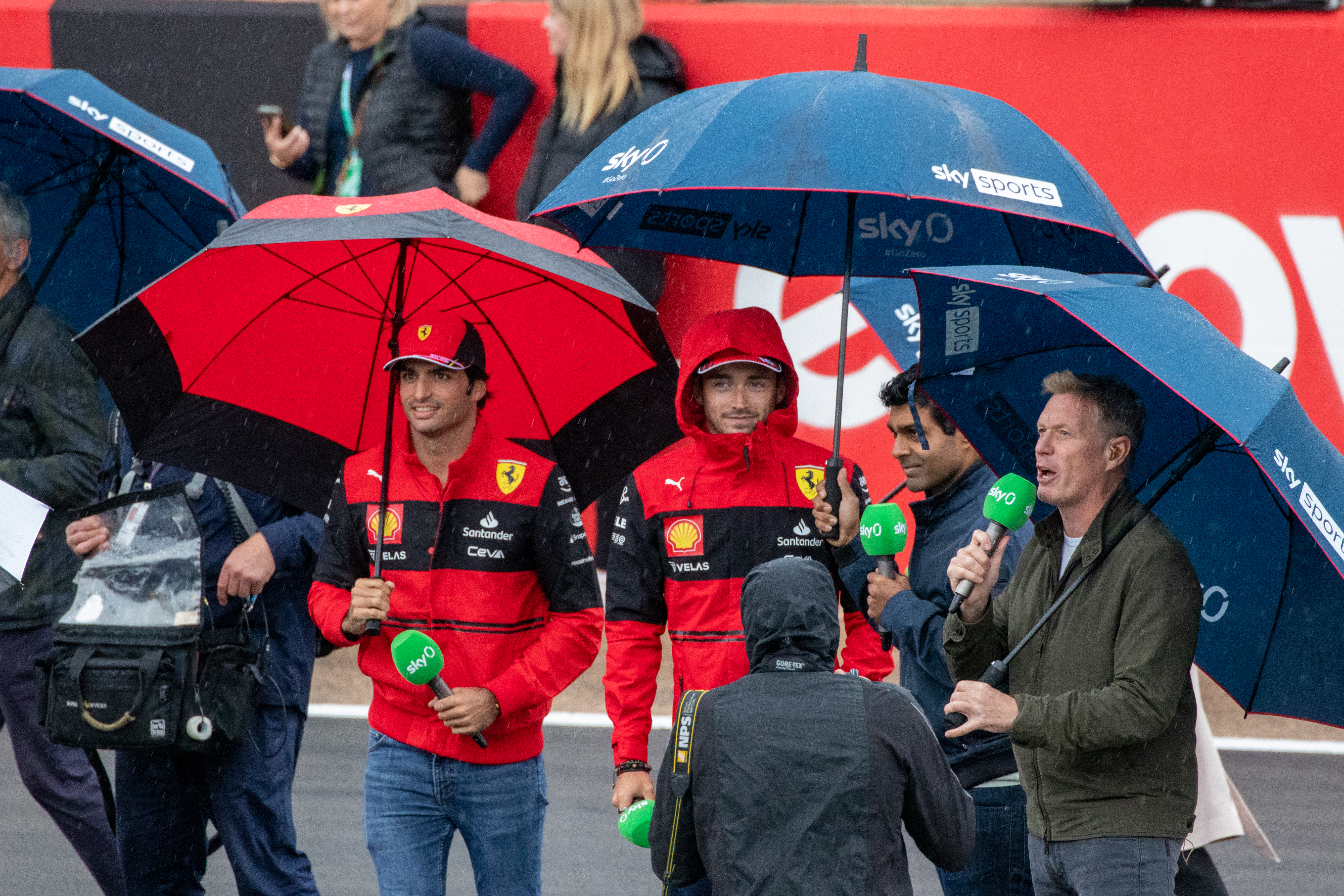
Da sinistra: i ferraristi Sainz Jr. e Leclerc intervistati durante il fine settimana di Silverstone, dove lo spagnolo otterrà la prima vittoria in Formula 1 della sua carriera.

Grazie anche al cambio regolamentare, la vettura si dimostra subito molto competitiva sia in qualifica che in gara dove è nuovamente in grado di ambire alla vittoria, prova ne è il fatto che la Rossa conquista subito una doppietta nel Gran Premio inaugurale con la vittoria di Leclerc su Sainz Jr. nonostante il continuo saltellamento (o porpoising) prodotto in rettilineo; le dirette rivali al titolo, ovvero le Red Bull, sono invece costrette al ritiro per problemi di affidabilità nel finale, prima con Max Verstappen (che ha anche battagliato a lungo con Leclerc per la testa della corsa), poi con Sergio Pérez nel corso dell'ultimo giro. La Ferrari torna dunque a vincere dopo due anni di digiuno (l'ultima vittoria risaliva al Gran Premio di Singapore 2019 con Sebastian Vettel).
Nel secondo Gran Premio a Gedda, la F1-75 riesce a conquistare il secondo e terzo posto, sempre con Leclerc davanti a Sainz, a solo mezzo secondo dal vincitore Max Verstappen, dopo un lungo duello, che si ripete dopo il Gran Premio del Bahrein, fra il monegasco e l'olandese. Invece, alla terza gara stagionale in Australia, Charles Leclerc agguanta il suo primo grand chelem con oltre 20 secondi di distacco dall'inseguitore Sergio Pérez, frutto sia della maggiore affidabilità della Rossa rispetto ai rivali della Red Bull (infatti Verstappen è costretto al secondo ritiro stagionale per problemi meccanici a metà gara), sia della prestazione ottima e inaspettata del Cavallino Rampante, mentre il madrileno Carlos Sainz Jr. si ritira dopo un incidente avvenuto nelle fasi iniziali del Gran Premio, dopo essere partito dalla nona casella per aver avuto problemi in Q3. 
Ben meno felice è invece il risultato avuto al Gran Premio di Imola 2022 dove il monegasco perde il controllo a 8 giri dalla fine passando dalla terza alla nona posizione per poi concludere la gara al sesto posto. Per quanto riguarda Sainz, accolto da un contatto con il rivale Daniel Ricciardo al primo giro, è costretto ad abbandonare ancora una volta la gara. Alla gara successiva, svoltasi per la prima volta nel circuito di Miami, Leclerc e Sainz Jr. partiti dalla prima fila sono sopravanzati in gara dall'olandese Verstappen, che quindi vince la gara con i ferraristi subito dietro. Infatti subito al via l'alfiere della Red Bull sorpassa lo spagnolo e dopo nove giri in rettilineo sorpassa anche il monegasco, il quale ha un passo migliore della gara imolese (anche per la differenza di temperatura, più alta nel tracciato americano), ma comunque paga due decimi a giro rispetto a Verstappen, soprattutto su mescola media. 
Nella tappa spagnola Leclerc conquista la pole position, ma la domenica sarà costretto al ritiro per problemi di affidabilità. Sainz conclude in quarta posizione. Nella tappa di casa per il monegasco, la Ferrari monopolizza la prima fila, con Leclerc primo e Sainz secondo, ma la domenica a causa di gravi errori nella strategia, Leclerc concluderà quarto, mentre Sainz secondo. Da dimenticare Baku dove ancora una volta la fragilità della macchina ne è protagonista, infatti nel corso dei primi 20 giri entrambi i piloti saranno costretti al ritiro. Nella tappa successiva Leclerc partito penultimo giunge quinto, mentre Sainz ottiene un altro podio, duellando nei giri finali con Verstappen per la vittoria. Nelle seguenti 2 tappe europee la Ferrari ottiene entrambe le vittorie con Sainz a Silverstone (Leclerc chiude quarto), e Leclerc in Austria (Carlos ritirato). In Francia Leclerc è costretto al ritiro mentre era in testa a causa di un errore, mentre Sainz, partito diciannovesimo, chiude quinto. In Ungheria le Ferrari partono seconde e terze rispettivamente con Sainz Jr. e Leclerc dietro una rediviva Mercedes di Russell. Ma ancora errori di strategia facilitano la strada a Verstappen che partendo 10º si ritrova la vittoria.
La griglia di partenza del GP del Belgio vede Carlos Sainz Jr. partire in pole, a seguito della penalizzazione di Max Verstappen. Leclerc parte quindicesimo, causa un cambio alla power unit. In gara, però, una evidente mancanza di passo relegherà il monegasco ad una anonima sesta posizione. L'iberico, invece, si dovrà accontentare del terzo posto.
Si torna in Olanda, a Zandvoort. In qualifica le due F1-75 si comportano egregiamente, sfiorando però la pole (ottenuta da Max Verstappen) con Charles Leclerc, per soli 10 millesimi. Carlos parte alle spalle del monegasco, terzo. La prima parte di gara vede un arrembante Ferrari, desiderosa di rifarsi in casa dell'olandese. Il passo gara del monegasco è positivo, ma poco dopo la sosta decade precipitosamente. Un clamoroso errore ai box costringerà Sainz Jr. a una rimonta, che si concluderà soltanto in ottava posizione a causa di una penalità di cinque secondi per unsafe release. Charles conclude in terza posizione. Era dal Gran Premio d'Austria che Leclerc non andava a podio.

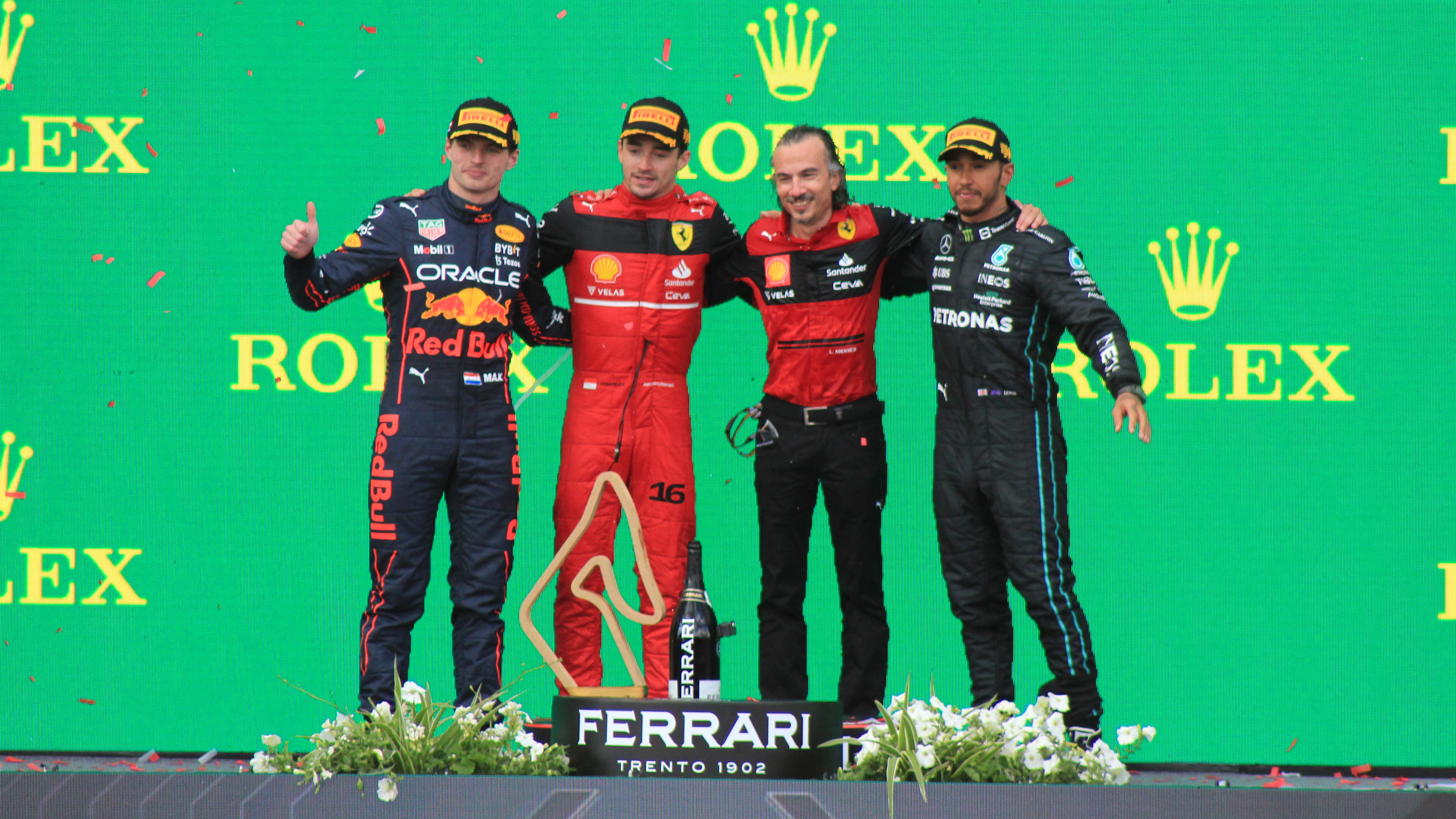
Da sinistra: Leclerc (secondo) e il direttore sportivo della Scuderia, Laurent Mekies (terzo), sul gradino più alto del podio a Spielberg.

La gara di casa, a Monza, vede tingersi il Cavallino Rampante di "Giallo Modena" (celebre colore del Cavallino). Per il weekend italiano, le F1-75 hanno una livrea speciale, dedicata ai 75 anni di Scuderia Ferrari. Non solo: i piloti indossano una tuta completamente gialla, unica nella storia della Rossa in Formula Uno. Il Sabato è tutto per Ferrari, grazie alla pole position di Leclerc. Sainz parte dal fondo della griglia a seguito di un cambio alla power unit. Il giorno seguente il monegasco termina in seconda posizione, a causa della maggiore competitività di Max Verstappen. Carlos, grazie ad una superba rimonta, conquista la quarta posizione, sfiorando il podio dopo un finale travagliato conclusosi sotto regime di safety car.
A Singapore, nel circuito di Marina Bay, la Rossa piazza entrambi i piloti a podio dopo una qualifica positiva (pole di Leclerc e terza posizione per Carlos). Non accadeva dal Gran Premio di Miami. 
Nel circuito Giapponese di Suzuka, Ferrari si dimostra subito competitiva, sin dalle prove libere. In qualifica, il monegasco e l'iberico si posizionano rispettivamente in seconda e terza posizione, dietro all'olandese Max Verstappen. La gara si corre però sul bagnato. Sainz Jr. sarà costretto al ritiro dopo un solo giro di gara, dopo aver perso il controllo della propria F1-75 e impattando contro le barriere. Charles, a causa di un drastico degrado delle gomme e una penalità di cinque secondi (sopraggiunta dopo un contatto con Sergio Perez durante l'ultimo giro), concluderà la propria corsa sul gradino più basso del podio.
A Austin, Stati Uniti, Sainz Jr. conquista la pole position, davanti a Verstappen. Carlos, per la seconda volta consecutiva, dovrà ritirarsi  il giro seguente, a causa di uno speronamento ricevuto dal pilota britannico George Russell. Leclerc terminerà in terza posizione, dopo un duello con Sergio Perez, e dietro a Max Verstappen e Lewis Hamilton.
Il Gran Premio di Città del Messico vede un forte calo di performance della F1-75. Esempio lampante è il risultato ottenuto in gara, dove Sainz Jr. e Leclerc concluderanno la loro corsa in quinta e sesta posizione, dopo una qualifica altrettanto negativa. Il Sabato, infatti, l'iberico conquisterà la quinta posizione, davanti ad un anonimo sesto posto da parte di Charles Leclerc.      
Arriva così il Gran Premio di San Paolo, a Interlagos, che vede una Ferrari molto più competitiva se la paragoniamo ai risultati raggiunti nel precedente appuntamento. La griglia di partenza vede entrambi i piloti della Rossa in posizione arretrata, a causa di un obbligatorio cambio di componenti. L'avvio della corsa non sarà fortunato, dato che Charles Leclerc si toccherà con la Mclaren di Lando Norris, finendo contro le barriere. Una fortuna nella sfortuna, perché i danni costringeranno il monegasco ad una rimonta ma non ad un ritiro. Alla fine, il giovane talento del Cavallino concluderà il GP in quarta posizione, mentre Carlos Sainz conquisterà il terzo posto.      
Si giunge all'ultimo appuntamento della stagione, ad Abu Dhabi. Il weekend è importantissimo per la Ferrari, perché si gioca il secondo posto nel campionato costruttori con una rientrante Mercedes. Anche per Charles lo è altrettanto, per via del duello con Sergio Perez per il ruolo di vicecampione del mondo. Il Sabato è segnato da una positiva prestazione della Rossa, che monopolizza la seconda fila. Ma positiva sarà anche la Domenica, perché le due F1-75 godranno di un ottimo passo gara. Charles e i suoi ingegneri opteranno per una complicata sosta sola. Strategia complicata, ma che consegnerà al Cavallino Rampante la seconda posizione in campionato piloti e squadre dopo un concitato finale contro il messicano Perez. L'obiettivo verrà centrato anche grazie al ritiro di Lewis Hamilton e alla negativa prestazione in generale delle frecce d'argento.

## Piloti
| Piloti ufficiali    | Piloti ufficiali   | Piloti ufficiali |
| Nazione             | Nome               | Numero           |
| ------------------- | ------------------ | ---------------- |
| Monaco (bandiera)   | Charles Leclerc    | 16               |
| Spagna (bandiera)   | Carlos Sainz Jr.   | 55               |
| Piloti di riserva   |                    |                  |
| Nazione             | Nome               | Numero           |
| Italia (bandiera)   | Antonio Giovinazzi | 99               |
| Germania (bandiera) | Mick Schumacher    | 47               |
| /                   | Robert Švarcman    | 39               |

## Risultati in Formula 1
| Anno | Team    | Motore  | Gomme | Piloti    |   |   |     |      |   |     |   |     |   |   |      |     |   |   |   |   |   |     |     |   |    |   | Punti | Pos. |
| ---- | ------- | ------- | ----- | --------- | - | - | --- | ---- | - | --- | - | --- | - | - | ---- | --- | - | - | - | - | - | --- | --- | - | -- | - | ----- | ---- |
| 2022 | Ferrari | Ferrari | P     | Leclerc   | 1 | 2 | 1   | 62   | 2 | Rit | 4 | Rit | 5 | 4 | 12   | Rit | 6 | 6 | 3 | 2 | 2 | 3   | 3   | 6 | 46 | 2 | 554   | 2º   |
| 2022 | Ferrari | Ferrari | P     | Sainz Jr. | 2 | 3 | Rit | Rit4 | 3 | 4   | 2 | Rit | 2 | 1 | Rit3 | 5   | 4 | 3 | 8 | 4 | 3 | Rit | Rit | 5 | 32 | 4 | 554   | 2º   |

| Legenda | 1º posto     | 2º posto | 3º posto    | A punti         | Senza punti/Non class.  | Grassetto – Pole position Corsivo – Giro più veloce Apice – Risultato Sprint (A punti) |
| Legenda | Squalificato | Ritirato | Non partito | Non qualificato | Solo prove/Terzo pilota | Grassetto – Pole position Corsivo – Giro più veloce Apice – Risultato Sprint (A punti) |